# Nolan Hemmings

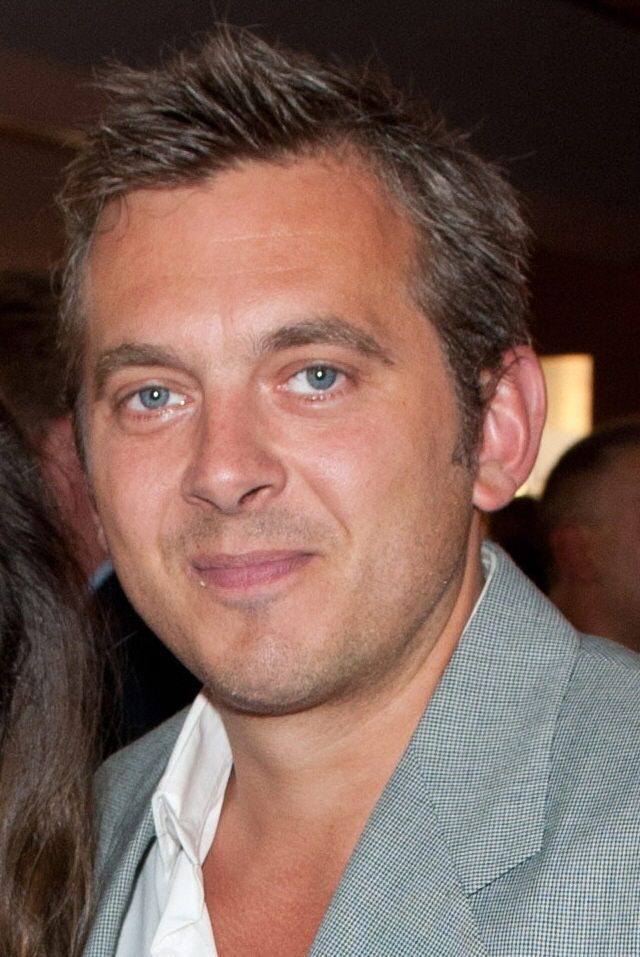
Imagem de Nolan Hemmings

Nolan Hemmings (nascido em 1970) é um ator inglês.
Ele é mais conhecido por interpretar o sargento Charles 'Chuck' Grant na minissérie da HBO Band of Brothers. O sargento Grant sobreviveu a um tiro na cabeça depois que a guerra terminou enquanto participava da força de ocupação.
Ele também é ator no London's West End Theatre.

## Pessoal
Ele é casado com Grosse Nikki, a atriz que é uma das anfitriãs no Globe Trekker travel show.
Ele é também o filho do ator e diretor David Hemmings e da atriz Gayle Hunnicutt. Seu nome foi inspirado num personagem de seu pai, o capitão Nolan, no filme The Charge of the Light Brigade.
No filme, Last Orders, ele interpretou Lenny, o personagem de seu pai, quando era mais novo.